# 崇教館
崇教館（そうきょうかん）は、信濃国松本藩の藩校。

## 概要
松本藩主松平光行が、藩士の私塾「新町学問所」を移設して、藩校としたことに始まる。明治維新後の藩政改革によって松本藩学に改組され、学制発布により役割を終えた。
今城（いまき）家と、多湖（たこ）家の2家統を藩儒の中心に据え、一貫して朱子学を主たる学風とした。主な教官に今城峴山、多湖栢山・松江、木沢天童、柴田利直、松原葆斎などがいた。
また藩版として、『尚書正文』、『大学』、『論語』、『四書集注』等の漢籍の出版も手掛けた。

## 沿革
- 宝暦年間 -「新町学問所」が新町に設立。
- 寛政5年（1793年） - 藩主松平光行により城下・三の丸柳町に移設され開闢。
- 天保13年（1842年） - 江戸幕府が諸藩に大部漢籍の印刷出版を命じると、松本藩では崇教館から『兵要録』を刊行した。
- 明治3年（1870年） - 藩政改革に伴い松本藩学となる。皇学所を設置。隣接する地蔵清水町に校地を増設。
- 明治4年（1871年） - 廃藩置県より松本県学と改称される。公立医院（医学校）を設置。
- 明治5年（1872年） - 筑摩県学と改称される。
- 明治6年（1873年） - 学制発布により開智学校開校。
- 明治43年（1910年） - 旧藩主末裔の子爵戸田康保により、東京に寄宿舎として再興され、大正年間まで続いた。

## 教育内容
内容は和漢学、数学（和算）、筆道、長沼流兵学、兵馬術、弓術、剣術、槍術、砲術、遊泳術、小笠原流習礼など。維新後には皇学、医学、数学（洋算）が追加された。
授業形態は、十三経や和漢史類の素読、復読、聴講、質問、輪読、輪講、独読、会読の方法が採用され、力量に応じて詩文作が課された。筆道は和様・漢様の両様を習得させ、兵学書は儒官が講釈した。
年末に定期試験があり、「学庸済み、四書済み、詩書済み、五経済み、十三経済み」の5段階に分け、武道は各師範家が年間の勤惰と武技の成否を元に優劣を定めた。成績優秀者､皆勤者には賞詞が与えられた。
藩学おいては小学、藩学の2段階に分け、それぞれ下中上の三等級を置いた。また藩学には和書138種、漢籍175種、兵学書63種の蔵書があった。

## 使用教科書
- 和漢学
  - 四書、小学、近思録、五経三礼、三伝、孝経、爾雅、本朝通記、国史略、皇朝史略、日本外史、大日本史、十八史略、史記、漢書、通鑑網目、文章軌範、八大家読本、唐宋詩集類、白鹿洞書院掲示
- 兵学
  - 七書、兵要録、大要録、経権提要（藩政時代）
  - 上記のほか、歩操新式、野戦要務、歩兵程式、士官必携、築城典型、三兵答古知機（維新後）
- 医学（維新後）
  - 博物学、病理学、化学、薬剤学、解剖学、治療学、厚生学
- 皇学（維新後）
  - 童蒙入学門、稽古要略、古道訓蒙頌、神徳略述頌、古学二千文、荷田大人啓、皇典文彙、古語拾遺、古事記、日本紀、続日本後紀、日本後紀、続日本紀、文徳実録、三代実録、万葉集、古今集、詞の八衛

## 職制
- 教員 - 惣教（1名）、教授（1名）、助教（3名）、訓導（4名）、書学世話役（10名）、句読（10名）
- 事務員 - 学校掛（2名）、学館目付（3名）、主事（2名）、行儀世話役（6名）、下勤（4名）、茶番（4名）、定番（1名）

## 生徒
本来は50石取以上の諸士子弟に入学が限られ、軽輩の士は専ら武道のみを修めるものとされたが、維新後に藩学に転じた際に、卒族子弟の入学も可能となった。藩学に於いては8歳から14歳までが小学で学び、藩学に進むものとされた。生徒数は文政・天保のころは約60名、文久・元治以降は約260名、藩学に転換後は約300余名であった。

## 敷地の概要
敷地面積は約400坪、建坪は約100坪。木造平屋建で、大小17部屋から成り、講堂、書学堂、聴聞間、活字屋があり、外部に射場、外多流の剣術道場などがあった。兵馬術、槍術、砲術、遊泳術などは館外の教場で演習が実施された。